# Parque nacional Hardangervidda

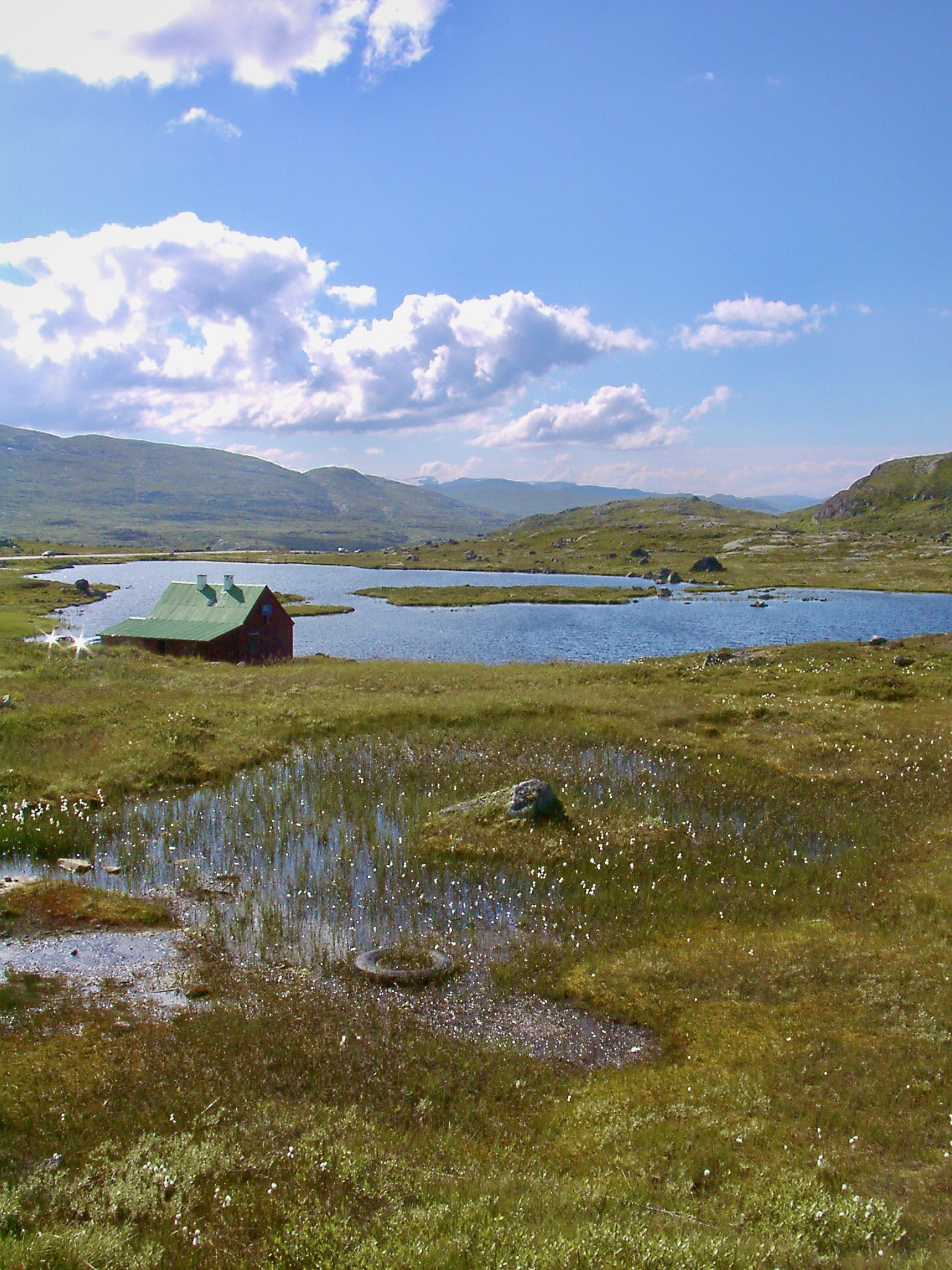
Hardangervidda

El parque nacional Hardangervidda (en noruego: Hardangervidda nasjonalpark) es un parque nacional de Noruega, con 3.422 km², el mayor del país. Se extiende desde Numedal y Uvdal en el este y Røvelseggi y Ullensvang en el oeste cruzando la meseta montañosa (Hardangervidda). Protegido como parque nacional en el año 1981, actualmente es un popular destino turístico para la práctica de actividades como el senderismo, la escalada, la pesca y el esquí de travesía. Den norske turistforening (DNT: "Asociación senderista de Noruega") mantiene una amplia red de cabañas y senderos por todo Hardangervidda. La línea de ferrocarril Bergensbanen y la autopista principal 7 cruzan la meseta.
Tiene el grupo más meridional de animales y plantas árticos. Sus manadas de renos salvajes se encuentran entre las más grandes del mundo.
Se han encontrado en esta zona varios asentamientos nómadas de la Edad de Piedra, lo más probable es que estén relacionados con la migración de los renos. Antiguos senderos cruzan la meseta, uniendo el oeste de Noruega con el este; un ejemplo es el Nordmannsslepa que une Eidfjord y Veggli en el valle Numedal con Hol y Uvdal. 
El nombre Hardangervidda está compuesto por el nombre del distrito Hardanger y la forma finita de vidde, «llanura amplia, extensa meseta montañosa».

## Centros de visitantes
El parque nacional tiene dos centros de visitantes: el Hardangervidda Natursenter (Centro natural) en Eidfjord y el Hardangervidda Nasjonalparksenter (Centro del parque nacional) en Tinn en Skinnarbu, cerca del lago Møsvatnet, la ciudad de Rjukan y el pueblo de montaña Rauland.